# Гружчанський гідрологічний заказник
Гружчанський заказник — гідрологічний заказник місцевого значення в Україні. Розташований у Конотопському районі Сумської області, між селами Бережне, Червоний Яр, В'язове і Грузьке. 
Площа 1332 га. Статус присвоєно згідно з рішенням облвиконкому від 19.08.1991 року № 138. Перебуває у віданні ДП «Конотопський агролісгосп» (кв. 42, вид. 3; кв. 66, вид. 1-8; кв. 53, вид. 2, 7). 
Територія заказника — це низинне болото, з якого бере початок річка Єзуч. Раніше болото осушувалось, проводились торфорозробки.

## Флора
На території заказника існують численні площі чагарників. В обводнених зниженнях переважає верба попеляста, яка утворює густі хащі. Серед трав домінують очерет звичайний, рогози широколистий та вузьколистий. На підвищеннях зростає верба розмаринолиста. Трапляються ділянки осокових боліт. Виявлені ділянки з болотною папороттю — теліптерисом болотним. Поруч зростають такі болотні види, як смовдь болотяна, вовче тіло болотне, бобівник трилистий, валеріана висока. Трапляються плетуха звичайна, паслін солодко-гіркий. 
Поблизу колишнього хутора Кросна трапляються справжні луки, на яких домінують костриця східна та тонконіг лучний. Можна побачити дику моркву, горошок мишачий, конюшину лучну та повзучу, осоку розсунуту.

## Фауна

### Ссавці
Заказник Гружчанський є осередком найчисельнішої популяції кабанів у Сумській області. Серед ссавців трапляються бобер річковий, горностай, а в зимовий період сюди приходить видра (останні два види занесені до Червоної книги України. Досить часто трапляються звичайні лисиця, кріт, сірий заєць, серед мишовидних гризунів найчастіше трапляються полівка та польова миша.

### Орнітофауна
Складається переважно з дрібних горобиних — дроздових, славкових, вівсянкових. Практично повна відсутність водяних просторів обумовлює низьку чисельність качиних та пастушкових. Чисельним видом є сорока. На луках домінують жовта плиска, трапляються чайка, сіра куріпка, перепел.

### Плазуни
Виявлено ящірку та вужа звичайного.

### Земноводні
Домінує жаба гостроморда.

### Риби
З риб присутні короп та карась звичайний, які були інтродуктовані в штучній водоймі поблизу села Бережне.

## Історичне значення
На терасі річки Єзуч з давніх часів існувало козацьке поселення «городище», яке являло собою земляне укріплення з двома рядами валів. Тепер тут проходять археологічні розкопки.

## Галерея

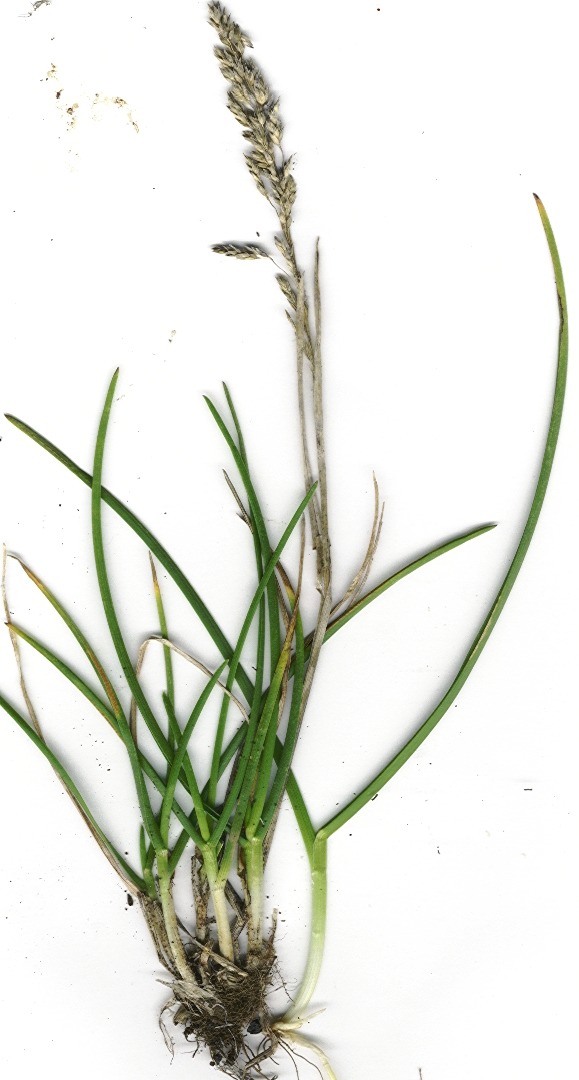
Тонконіг лучний
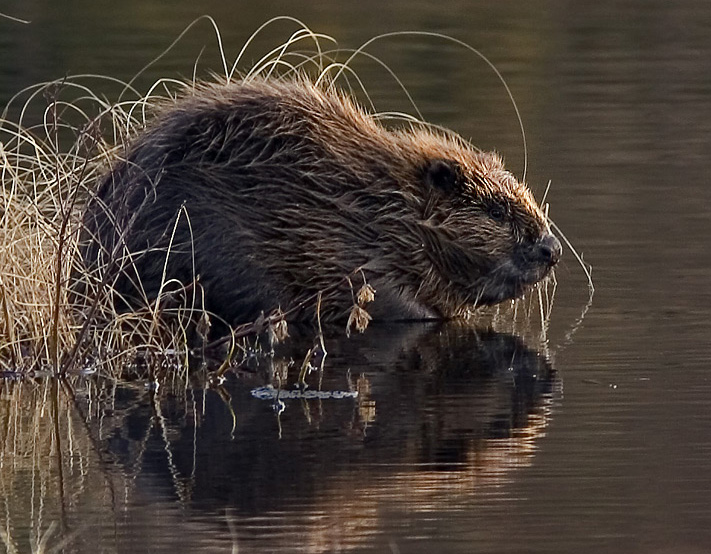
Бобер європейський
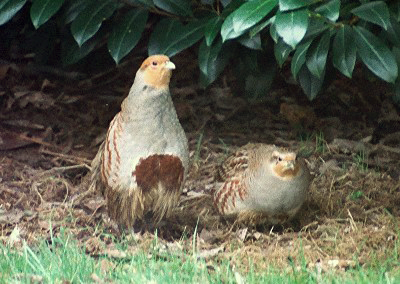
куріпка сіра